# Assedio di Danzica (1807)
L'assedio di Danzica (19 marzo - 24 maggio, 1807) fu l'accerchiamento e la presa della città prussiana di Danzica, da parte delle armate francesi, nel corso della guerra della quarta coalizione. Il 19 marzo 1807 circa 27 000 uomini, appartenenti all'armata francese e comandati dal maresciallo Lefebvre, posero in stato d'assedio circa 11 000 uomini dell'esercito del regno di Prussia e dell'esercito imperiale russo al comando del maresciallo Kalckreuth, che costituivano la guarnigione della città di Danzica, sita nell'attuale Polonia.

## Importanza di Danzica

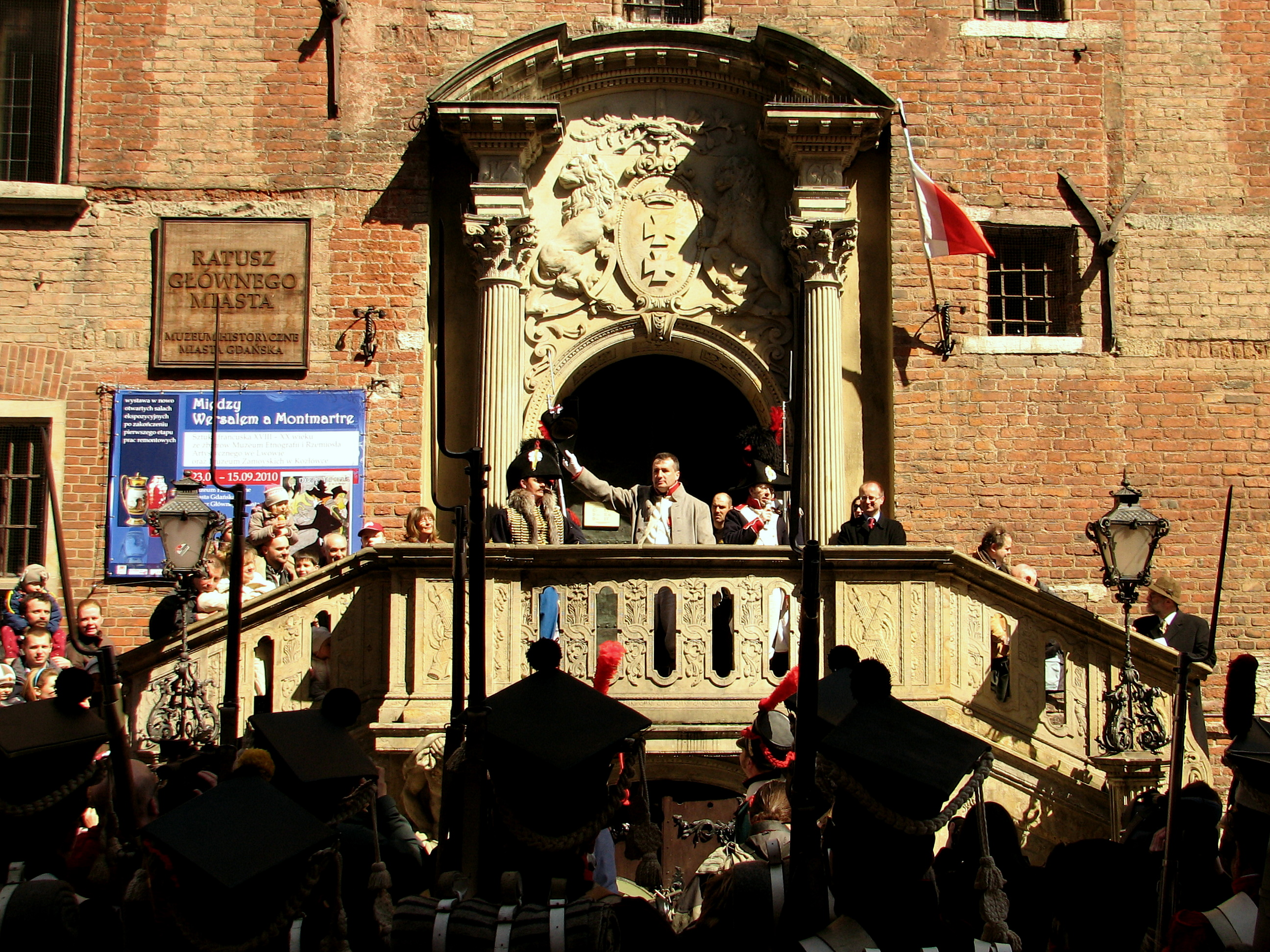
Rievocazione storica dell'ingresso di Napoleone a Danzica dopo un assedio.

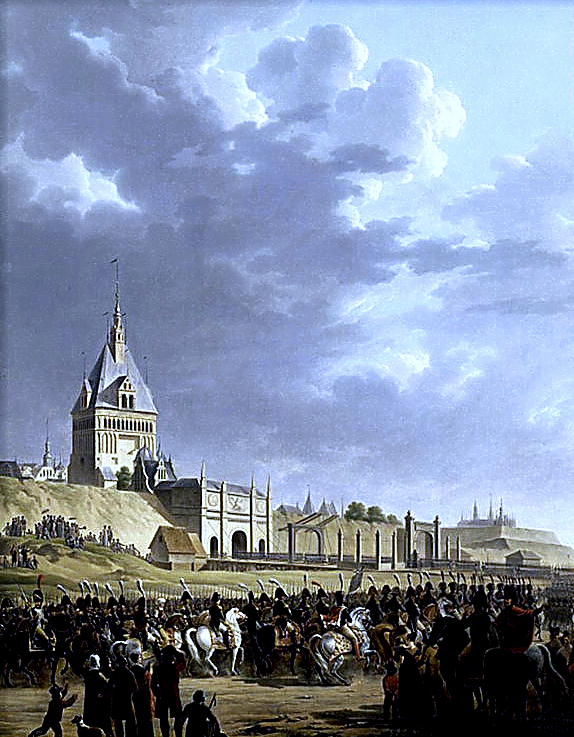
Entrata di Napoleone e l'esercito francese a Danzica 1807.

Danzica rivestiva una grande importanza strategica. Oltre ad essere una città ed un porto altamente fortificati, con una popolazione di oltre 60 000 abitanti alla foce del fiume Vistola, era una minaccia diretta alla sinistra dello schieramento francese - posta fra il regno di Prussia e le linee francesi in caso di avanzata degli stessi verso est. Era anche un potenziale punto di raccolta per l'esercito nemico che avrebbe potuto minacciare alle spalle l'armata francese.

Danzica era una città difficile da attaccare in quanto accessibile soltanto da occidente, essendo le altre direttrici protette da ostacoli naturali come la Vistola e dalle paludi. Inoltre, aveva risorse preziose (polvere da sparo, grano, acquavite, ecc) di grande interesse per la Grande Armée nel progettare una campagna sostanziale nell'est. In una lettera inviata il 18 febbraio 1807, Napoleone scrisse a Lefebvre:
«La vostra gloria è la presa di Danzica: è vostro dovere prenderla.» 

## Ordine di battaglia
L'incarico di prendere la città di Danzica venne affidato al maresciallo Lefebvre ed al suo X corpo d'armata a metà febbraio del 1807. Il maresciallo venne affiancato dal generale Chasseloup-Laubat, che comandava il genio, e da Baston de Lariboisière, al comando dell'artiglieria. Assieme essi erano i due migliori specialisti, nel loro rispettivo campo d'azione, dell'intera armata francese. Il generale Drouot era il capo di stato maggiore di Lefevre. Il X corpo d'armata comprendeva due divisioni polacche al comando del generale Jan Henryk Dąbrowski, un corpo sassone, un contingente proveniente da Baden, due divisioni italiane e circa 10 000 francesi, in totale circa 27 000 uomini e 3 000 cavalli. All'interno di Danzica vi erano 11 000 uomini e 300 cannoni sotto il comando del generale prussiano, conte Friedrich Adolf von Kalkreuth, che Napoleone era solito descrive come una canaille (canaglia)

## L'assedio
Il 20 marzo, a seguito dell'ordine di Napoleone di circondare la città, il generale francese Schramm guidò 2 000 uomini sulla riva nord della Vistola occupando una posizione immediatamente a nord della città. Il 2 aprile il terreno era abbastanza sgelato per consentire lo scavo di una trincea per l'assedio e una seconda trincea venne realizzata dall'8 aprile e completata il 15 aprile mentre una terza fu pronta il 25 aprile. Con la caduta della fortezza di Silesian di Schweidnitz per mano di Vandamme l'11 aprile, le truppe ivi impiegate vennero trasferite a Danzica, dove giunsero il 21 aprile.

## Tentativo di conquistare la città
Il 23 marzo le batterie francesi aprirono il fuoco. Le forze russe fecero un tentativo, fra il 10 ed il 15 maggio, di introdurre 8 000 uomini di rinforzo in città sotto la guida del generale Nikolaj Kamenskij, traghettati da 57 imbarcazioni e protetti dalla nave da guerra britannica Falcon e da una nave mercantile svedese. Per il mancato arrivo della nave svedese (sulla quale erano trasportati 1 200 uomini), Kamensky dovette ritardare l'operazione. Ciò consentì al generale Lannes di giungere con una divisione a dar man forte a Lefebvre ed a quest'ultimo di rafforzare le sue posizioni. Finalmente, il 15 maggio, i russi sbarcarono ed attaccarono le forze francesi di Schramm, che tenne le posizioni fino al giungere dei rinforzi di Lannes e di Oudinot, che sconfissero i russi, costringendoli al reimbarco. Fonti britanniche sostengono che i russi persero 1 600 uomini e 46 ufficiali, mentre fonti francesi riportano perdite russe per 3 000 uomini soltanto. Un ulteriore tentativo di una corvetta britannica, la HMS Dauntless (1804), armata con 18 cannoni, di portare alla città 150 barili di polvere da sparo attraverso il fiume andò a vuoto, in quanto la nave si arenò in una secca e fu abbordata e catturata da guardie dei granatieri di Parigi.

## Il prosieguo dell'assedio
Dopo il fallimento di questo primo tentativo di espugnare la città, continuò il bombardamento e l'assedio. Il 21 maggio giunse in soccorso il maresciallo Mortier con i suoi uomini. Constatando di non poter resistere oltre, Kalkreuth chiese a Lefebvre la pace, da negoziarsi negli stessi termini di quella concessa dai prussiani ai francesi nell'assedio di Magonza del 1793. I termini vennero finalmente stabiliti (secondo quanto in precedenza convenuto con Napoleone) e contemplavano il fatto che la guarnigione potesse marciare uscendo dalla città con tutti gli onori di guerra, con rullio di tamburi, spari a salve e vessilli al vento. I termini erano generosi perché Napoleone era ansioso di porre fine all'assedio, visto che l'estate si stava avvicinando e lui aveva bisogno di rimuovere la minaccia dalla sua retroguardia per ridispiegare le truppe su altri fronti.

## La resa
Danzica capitolò il 24 maggio 1807. Napoleone ordinò quindi l'assedio del forte della vicina città di Weichselmünde, ma Kamensky si era ritirato con le sue truppe e la guarnigione capitolò pochi giorni dopo. I difensori avevano perso circa 11 000 uomini durante l'assedio, contro le perdite francesi di circa 400 uomini. Per compensare Lefebvre dei suoi servigi, Napoleone gli accordò il titolo di "duca di Danzica" in una lettera indirizzata al Senato datata 28 maggio, ma non informò lo stesso direttamente, inviandogli una lettera il 29 maggio. 
«Io […] sono molto soddisfatto dei vostri servigi, ed ho già dato prova di ciò, come potrà scoprire quando leggerà le ultime notizie da Parigi, che senza dubbio le sveleranno qual è la mia opinione su di lei.»
Il giorno 30 maggio Napoleone entrava in città, nominandone Governatore il generale Rapp.

## Il futuro di Danzica
Il 9 settembre 1807 Napoleone proclamò la Repubblica di Danzica, come Stato semi-indipendente. Questo territorio, sottratto al controllo del Regno di Prussia, consisteva nella città di Danzica insieme ai territori rurali alla foce della Vistola ed alla penisola di Hel.
Sei anni dopo, dal tardo gennaio al 29 novembre 1813, l'esercito imperiale russo pose d'assedio la città; a guidare la resistenza era il generale Jean Rapp che poteva contare su circa 30 000 uomini, non solo francesi ma anche polacchi, italiani, bavaresi, westfaliani e sassoni. La città resisté fino al 2 gennaio 1814 quando si vide costretta ad accettare la resa. Rapp con 14 generali e 9000 soldati francesi fu condotto prigioniero in Russia mentre agli altri difensori delle diverse nazionalità venne concesso il rimpatrio .